# A Nana szereplőinek listája
A Nana című anime és manga szereplőinek listája.

## Főszereplők

### Komacu Nana
Egy vidám, vidéki lány, ösztönösen őszinte és kitárulkozó típus, aki hajlamos első látásra beleszeretni a férfiakba, ami már többször okozott neki nagy fájdalmat. Miután egyik tanárával való viszonya befejeződött, Sódzsiban találta meg a szerelmet, habár kezdetben csak, mint baráthoz közeledett hozzá. Mivel nem veszik fel az egyetemre, nem tud barátjával Tokióba költözni, és egy évet külön kell éljenek. Mikor a következő évben lehetősége van Tokióba költözni, azonnal él vele, és a hatalmas hóvihar közepette is elindul. A vonaton találkozik Ószaki Nanával, akivel a pályaudvaron el is válnak útjaik. Azonban nemsokára ismét találkoznak: ugyanazt a lakást szeretnék kibérelni. Így hát összeköltöznek, és egy fedél alatt élnek, és mindeközben legjobb barátnők lesznek. Nana kezdetben egy boltban kap állást, és Sódzsival találkozgat, ám hamar elhidegülnek egymástól. Amikor kiderül, hogy barátjának viszonya van munkatársával, Szacsikóval, teljesen kiborul, és sok ideig nem látja értelmét az életének. Pedig igen kis igényű: mindössze egy szerető férjet szeretne, akire főzhet és egy tágas kertes házat. Ekkor kezd igazán a Black Stones-nak és a sikerének élni, és mintegy az együttes kabalaállatává válik. Később barátnője, Nana jóvoltából megismerkedik popbálványával, Takumival, aki a Trapnest gitárosa. Hamarosan kapcsolat alakul ki kettejük között, ám ez igen egyoldalú: Nana nem keresheti nagyon Takumit, azonban ha Takuminak szüksége van rá, akkor azonnal rendelkezésre kell állnia. A legtöbben, még Takumi barátai is egyetértenek abban, hogy ő csak kihasználja a lányt. Később szerelem alakul ki Nobu és Nana között, és a lány úgy dönt, szakít korábbi bálványával. Ő azonban képtelen azt elfogadni, hogy bárki nemet mondjon neki, így amikor rátör a lányra lakásában, hogy "beszélgessenek", és kiderül Nana terhessége, azonnal fegyverként veti be, hogy a gyerek az övé. Megígéri, hogy akkor is a nevére veszi a születendő gyereket, ha az mégsem az övé volna. Hacsi ezután elválik Nanától, és egy Takumi által kijelölt házba költözik, amelyet a legnagyobb titokban tartanak.
Története egy önállótlan és a tündérmesékben még hívő lányról szól, akinek be kell látnia, hogy az élet nem mindig azt adja, amit várnánk tőle. A becenevét, az, hogy Hacsiko/Hacsi, Nanától kapta, mert szerinte olyan mint egy kiskutya:levakarhatatlan, de szófogadó, viszont a tartása nagyon fárasztó.[japán szójáték: Nana=7 Hacsi=8, Hacsiko egy híres japán kutya, mint nálunk Lassie]. A Nana jelentése hét, a hetes szám állandóan kísérti útja során.A mangában már a szerzőt szidják, hogy kezd unalmas lenni ezzel a poénjával. Ha valami rossz történik vele, mindig a "Patást" az "Ördögöt" a "Sátánt" hibáztatja.
- Japán hang: Kaori (Kavana Midori)
- Angol hang: Kelly Sheridan
- Magyar hang: Mezei Kitty.

### Ószaki Nana
A Black Stones punk együttes énekese, hűvös, extrém kinézetű lány, szép sminkelt arca és ékszerei mögött sebzett lélek lakozik. Anyja kiskorában elhagyta egy férfi miatt, ezért az anyai nagymamája nevelte egészen 15 éves koráig, utána meghalt. Apját nem ismerte, így egyetlen öröme az éneklés volt. Élete szerelme Hondzsó Ren, aki megtanította énekelni és gitározni. Szerelme jeléül magára tetováltatott egy lótuszt, amit úgy hív „Ren virág”. Cserébe ő egy láncot adott Rennek, amin lakat van, a kulcs viszont nála, hogy ne felejtse el. Ez is az ő elhatalmasodott birtoklási mániájának egy megnyilvánulása volt. 16 évesen Ren miatta kezdett el dohányozni, élete első cigarettája a „Seven Stars” volt. Rennel, Jaszuval és Nobuval együtt hozták létre a Black Stones nevű együttest, amit a hasonló nevű cigarettából adta neki. De főleg a rövidített változatát, a „Blast”-ot használták, ami angolul robbanást jelent. Ren végül bejelentette, hogy elutazik Tokióba és belép a Trapnest nevű együttesbe, mint basszusgitáros. Bár Nana gondolkozott rajta, hogy vele megy, mégsem tette, mert saját erejéből akart feljutni a csúcsra. Két évre rá ő is felköltözött Tokióba, és útközben, egy kisebb baleset miatt ismerte meg Nanát. Mikor megismerkedett névrokonával, egyből szimpatikusnak találta, de nem gondolta, hogy ő lesz a legjobb barátnője. Az idő múlásával újra találkozott Rennel, és ismét összemelegedtek. Ekkor mutatta be Nanának imádott popbálványát, Takumit. Kettejük között egy románc bontakozott ki, azonban a dolog visszafelé sült el, ugyanis a Black Stones másik tagja, Nobu is beleszeretett Komacu Nanába. Amikor kiderült, hogy Hacsikó terhes, és Takumihoz költözött, az eset igen megviselte Nanát, aki tervet dolgozott ki arra, hogy a lány visszatérjen hozzá. ami nemsokára hatalmas bonyodalmakat okozott.
- Japán hang: Paku Romi (énekhang: Cucsija Anna)
- Angol hang: Rebecca Shoichet
- Magyar hang: Peller Anna.

## Black Stones

### Terasima Nobuo
Alapító tagja a Blast-nek, mint gitáros. Pár számot is írt a bandának, amik Nanának nagyon tetszettek. Egy szállodatulajdonos fia, így biztos jövő és megélhetés vár rá, ezért Nana megtiltja neki, hogy az együttesben játsszon. Azonban mégis elszökik Tokióba, hogy Nanáékkal újrakezdhesse a banda felépítését. Alapvetően nem iszik és nem is cigizik, ám ha nagy bánat éri, igencsak felönt a garatra. Romantikus, ezért miután beleszeret Hacsiba, mindent meg akar tenni azért, hogy boldog legyen. Sajnos a kapcsolatuk elég hamar véget ér, hiszen kiderül:Nana terhes és nagy valószínűséggel Takumi a gyerek apja. Nagyon rosszul viseli ezt, de próbálja elrejteni. Punk frizurája és kisfiús vonásai elrejtik komoly, felnőtt énjét. Romantikus alkat, hisz a nagybetűs örök szerelemben. Nagyon kedves és könnyen könnyekre fakad, valamint ő is képes bárkit meghatni, mert tele van szeretettel.
- Japán hang: Tomokazu Seki
- Angol hang: Matthew Erickson
- Magyar hang: Pálmai Szabolcs.

### Okazaki Sinicsi
A Blast új basszusgitárosa, aki Ren helyébe lépett. Egy hirdetésre jelentkezett és, hogy bevegyék a csapatba, a koráról hazudott, 18 évesnek adva ki magát. Otthonról elszökött, bár az okát senki nem tudja. Legnagyobb példaképe Hondzsó Ren, aki a Trapnest gitárosa, és felvételekor megígérte, hogy túl fogja szárnyalni őt. Abból él, hogy férfi prostituáltként gazdag, de magányos nőkkel van, akik mindent megvesznek neki, még szállást is nyújtanak számára. Mikor már a banda tagja volt, újabbnál újabb piercingekkel állított elő és rászokott a dohányzásra. Amikor összefutnak a Trapnest tagjaival, Rejra teljesen beleszeret, és befizet egy estét. Mivel túl sok pénzt adott neki, megígéri, hogy ad még egy estét. Mikor már több alkalommal is együtt voltak, Sinicsi viszonozni látszik az érzelmeket, amiket Rejra táplál iránta. Fiatal kora ellenére nagyon bölcs és nagyon ragaszkodó típus. Amikor a terhesség miatt Hacsi otthagyja őket, ő jelenti az egyetlen kapcsot Hacsi és a Black Stones között.
- Japán hang: Isida Akira
- Angol hang: David Kaye
- Magyar hang: 1. Stukovszky Tamás, 2. Heisz Krisztián.

### Takagi Jaszusi
A legidősebb tagja és alapítója a Blast együttesének. Ő a banda dobosa és a menedzsere, a civil életben gyakorló ügyvéd. Eleinte csak hobbi volt számára az együttes és a dobolás, ám hamar rájön, hogy ez sokkal több annál. Ezért tovább folytatja a banda karrierjének építését és igyekszik elhozni a debütálás lehetőségét. Tipikusan az az ember, aki keveset szól, de akkor is bölcset. Teljesen kopasz és piercingjei vannak. Ennek ellenére a durva külső érző szívet rejt: Jaszu nagyon kedves mindenkivel, sokat törődik az emberekkel és alakítja barátai magánéletét. Mikor Nana Tokióba megy, ő is követi, és igyekszik elrendezni a lány életét, mint egy igazi, vér szerinti testvér, habár ő sokkalta mélyebb érzelmeket táplál Nana iránt. Ennek ellenére ismét összehozza a lányt Rennel. A csapatból ő az egyetlen, aki a band névadójának számító Black Stone cigarettát szívja. Korábbi szerelme és barátnője Rejra, aki azonban később már Takumiért volt oda, másik gyerekkori barátjáért. Jaszu igyekszik mindenki életét elrendezni, így amikor kiderül Nana és Ren kapcsolata, és a sajtó hiénaként támad a lányra, ő kel a védelmére, és egy tévés riportert még meg is ver, hogy megvédje szerelmét.
- Japán hang: Kavahara Josihisza
- Angol hang: Brian Drummond
- Magyar hang: Maday Gábor.

## Trapnest

### Hondzsó Ren
Ren árván nőtt fel, születésekor egy raktárépület előtt hagyták, ahol később lakott. A Black Stones basszusgitárosa volt, ám kapott egy ajánlatot a Trapnesttől. Elfogadta, és ez a döntés vezetett a Blast ideiglenes feloszlásához. Tokióba ment, ám szerelme Ószaki Nana iránt nem tűnt el. Két évig nem látták egymást, ám a Ren nyakában lévő lakat mutatja, hogy érzelmeik nem változtak. Később, mikor Nana Tokióba költözik, és elmegy egy koncertjükre, találkoznak és ismét összemelegednek, valamint kibékülnek. Kapcsolatuk nagyon bonyolult és mély érzelmekkel teli. Ren adta Nanának az életet, az álmait; ő tanította meg gitározni és kérte fel, hogy legyen az együttesük énekese. Ren nem csak szóló gitáron, hanem basszus gitáron is játszik, és ő írja a számokat a Trapnestnek.
- Japán hang: Kiucsi Hidenobu
- Angol hang: Samuel Vincent
- Magyar hang: Posta Victor.

### Szerizava Reira
Születésekor eredetileg a Layla nevet kapta Eric Clapton híres "Layla" című száma után, de mivel a japánoknál nem létezik az "L" hang, ezért nem tudják kimondani az "l" betűs szavakat, ezeket mindig "R" betűvel helyettesítik. De Reira valódi nevét nem csak ezért nem szokták használni. Reira félvér (édesanyja japán, édesapja amerikai volt, de korán meghalt), de ezt a producere kérésére titokban kell tartania, mivel a producer szerint, ha ez kiderülne, az emberek azt hinnék, hogy csak amerikai származása miatt van ilyen jó hangja, és ha úgy gondolják Reira teljesen japán, jobban felnéznek majd rá. Reira tehát nem véletlenül hallgatja Clapton "Layla" című dalát, mikor nagyon magányosnak érzi magát. A történetben fontos szerepe van ennek a dalnak, hisz még szorosabbra fűzi Reira és Sin között a kapcsolatot.
- Japán hang: Hirano Aja (énekhang: Olivia Lufkin)
- Angol hang: Ashleigh Ball
- Magyar hang: Bogdányi Titanilla.

### Icsinosze Takumi
Takumi az a szereplő, akit végképp nem lehet kiismerni, jelleme igen változatos. Azonban egy igen helyes, jóképű srác, akiért bomlanak a nők (Hacsi is érte rajongott, már-már bálványozva őt). A Trapnest basszusgitárosa, védjegye, amiről felismerik, a hosszú haja. A gimnáziumban Jaszu és Rejra osztálytársa volt, és mindkettejükkel jó viszonyt ápol. Ren barátnőjén, Nanán keresztül találkozott odaadó rajongójával, Hacsival. A lányban egyből megmozdult valami, és gyengéd érzelmeket táplált iránta, majd beleszeretett. Azonban ez az érzés nem volt kölcsönös, Takumi kezdetben leginkább kihasználta a naiv lányt. Egy hosszú turnéról visszatérve ismét találkoztak, majd után egyre többet. Egy érdekes kapcsolat alakult ki köztük, amiben még mindig ő volt az, aki diktált. Takumit valószínűleg csak a birtoklás vágya hajtotta, és nem volt igazán mély érzései a lány iránt. Amikor Nana összejött Nobuval, és kosarat adott neki, képtelen volt feldolgozni, és egy igen aljas dologra vetemedett, hogy magához láncolja a lányt. Szinte rátört a lányra a lakásán, és Nana igen rosszul volt. Ekkor derült ki Hacsi a terhessége, és az, hogy valószínűleg ő az apa. Ezt ő egyfajta fegyvertényként használta fel, és mint aduászt játszotta ki Nobu és barátai ellen. Ezek után összeköltöztek egy lakásba Hacsival, és Takumi jelleme is megváltozott némileg, kezdett úgy viselkedni, mint egy férj és leendő apa. Gyermeke Icsinosze Szacuki.
- Japán hang: Morikava Tosijuki
- Angol hang: Andrew Francis
- Magyar hang: Varga Rókus.

### Fudzsieda Naoki
Naoki a Trapnest nevű híres japán banda tagja. Nem túl sok dolgot lehet vele kapcsolatban megtudni, ritkán tűnik, és ilyenkor is csak a minden lében kanál szerepét tölti be. Az egyetlen kézzelfogható dolog vele kapcsolatban az, hogy nem túl eszes, és gyakran viselkedik nőiesen.
- Japán hang: Kacu Anri
- Angol hang: Adrian Petriw
- Magyar hang: Nagy Viktor.

## További szereplők

### Ginpei
- Japán hang: Tacsiki Fumihiko
- Magyar hang: Kapácsy Miklós.

### Endó Sódzsi
Kedves, helyes, romantikus fiú, Komacu Nana első komoly szerelme. A Művészeti Iskolában a legjobb barátja Kjoszuke volt, ekkor találkozott Dzsunkóval és Nanával. Sokáig csak barátok voltak Nanával, ugyanis Nana megfogadta, hogy nem lesz mindenkibe szerelmes és, hogy csak barátok lesznek. A sors azonban közbeszólt, és egymásba szerettek, és párkapcsolatba kezdtek. De a kapcsolatuk nem volt felhőtlen. Sokáig csak távkapcsolatuk volt, ugyanis Sódzsi egyetemi előkészítőbe járt Tokióba, Nana pedig megfogadta, hogy nem költözik fel, míg nem tud a saját lábán megállni. Nana egyszer elkezdett egy Szacsikó nevű lányról álmodni, és hogy a fiú vele csalja meg. Végül Sódzsi a munkahelyén tényleg találkozott egy ilyen nevű lánnyal, akivel viszonyba is kezdett. A dolog végül kiderült, és Nanát igen megviselte az eset. Hivatalosan nem szakítottak, ugyanis miután kiderült a viszony, egyszer sem beszélt a fiúval. Sódzsi és Szacsikó végül össze is költöztek.
- Japán hang: Takahasi Hiroki
- Angol hang: Jeremy From
- Magyar hang: Minárovits Péter.

### Takakura Kjoszuke
Kjoszuke Szaotome Dzsunko élettársa, valamint osztálytársak a Szépművészeti Egyetemen. Raszta hajú, csöndes, megnyugtató baritonban beszélő férfi, remek emberismerő, kedveli Nanát, és segít neki, ha bajban van.
- Japán hang: Szuvabe Junicsi
- Angol hang: Michael Adamthwaite
- Magyar hang: Seszták Szabolcs.

### Kavamura Szacsikó
Szacsikó pincérként dolgozik egy étteremben. Itt ismerkedik össze Endó Shódzsival, később pedig a szeretője lesz. Tudja, hogy a fiúnak barátnője van, és amikor Nana az étterembe megy barátaival, annyira megilletődik, hogy összetöri a tányérokat, és megvágja az ujját. Nana készségesen segít neki, és bekötözi az ujját, ez pedig igen nagy fájdalmat okoz Szacsikónak, hiszen egy aranyos, kedves lányt árult el orvul. Az eset után később összeköltözik Sódzsival.
- Japán hang: Kodzsima Megumi
- Magyar hang: Czető Zsanett.

### Uehara Miszató
Egy fiatal lány Nanáék falujából. Haja szőke, göndör fürtökkel, és általában gyermeteg ruhákban jár. Semmi sem utal arra, hogy belül punk, és a rockzene rajongója. A Blast első számú rajongója, az összes koncerten ott van, és a fellépések után ajándékot is ad Nanának. Egyszer egy csókot is kap tőle, amit igen nagy ajándéknak tartott. Hacsikó feltűnése után kezdetben igen féltékeny rá, hiszen Nana szinte csak vele foglalkozik. Azonban ezután megbarátkoznak, és igen jó barátok lesznek. Egy "véletlenül" (valójában szándékosan) elpletykálta Nanának hogy Hacsikó rosszul van, és orvosnál volt emiatt. Nanáról kiderítette hogy legkedveltebb divatmárkája a Vivienne Westwood által tervezett ruhák. Kislányos arca meghazudtolja korát, és később kiderül hogy nem is Miszató az eredeti neve.
- Japán hang: Mika Kanai
- Magyar hang: Simon Dóra.

### Szaotome "Dzsun" Dzsunko
Művészeti Iskolába járt, ott ismerkedett meg Kjószukéval, Nanával és Sódzsival. Miközben Nana és Sódzsi összemelegedtek, elkezdett járni Kjószukéval, mivel mindketten tetszettek egymásnak. Pár hónappal később összeköltöztek. Nagyon szereti Nanát, ezért viselkedik vele úgy, mintha a pótmamája lenne. Mindig ad neki tanácsokat, és igyekszik kisegíteni a nehéz helyzetekből. Erre a lánynak a legtöbbször szüksége is van. Mikor a lány terhessége kiderült, ő biztatta, hogy tartsa meg a babát és menjen hozzá Takumihoz, hiszen csak ő el tudná tartani a kicsit. Van egy saját bárja aminek a Junko's Room nevet adta, és bizonyos epizódonként vicce formában kibeszélik az addig történteket, összefoglaló részként.
- Japán hang: Honda Takako
- Angol hang: Saffron Henderson
- Magyar hang: Major Melinda.

### Aszanó Takasi
Nana régi szeretője. Van és családja de ennek ellenére megcsalja feleségét. Nana emiatt nagyon rosszul érzi magát és sokáig nem tudja magát túltenni ezen a régi kapcsolaton. Egyszer azonban összefutnak Tokióban elmennek vacsorázni és lezárják azt, ami a múltban köztük volt.
- Japán hang: Tanaka Hidejuki
- Magyar hang: Láng Balázs.

### Szató Koicsi
A Jackson's Hole nevű bár tulajdonosa és pultosa is egyben. Bárja szolgál kezdetben törzshelyül a sorozatban, fő híresség az ott kapható hamburger (Jackson Burger). A történet előrehaladtával itt találkozhatunk legtöbbet Dzsunkóval és Sódzsival.
- Japán hang: Fudzsí Keiszuke
- Angol hang: Michael Daingerfield
- Magyar hang: 1. Stern Dániel, 2. Szalay Csongor.

### Mizukosi Keiicsi
Egy kis boltot vezet Tokióban, ahol Hacsi is munkát kap, miután felköltözik. Igen kedves és előzékeny az ügyetlen Nanával szemben, így a lány azt hiszi, hogy Mizukosi úr szerelmes belé. Amikor elhívja vacsorázni, Nana szerelmi vallomást vár, azonban igen más jellegű vallomást kap: Mizukosi megházasodott, és be kell zárnia a boltját, hogy vidékre költözhessen szerelmével. Nana ezután egy ifjúsági magazin kiadójánál kap állást.
- Japán hang: Hamada Kendzsi
- Angol hang: Alex Zahara
- Magyar hang: Tokaji Csaba.

### Macuda
- Japán hang: Onoszaka Maszaja
- Magyar hang: Kováts Dániel.

### Ms. Szakagami
Hacsi második munkahelyének, az ifjúsági magazin kiadó részlegének az osztályvezetője, és Hacsikó főnöke. Sokáig védi a lányt a munkatársa kirúgatási kísérleteitől, azonban végül kénytelen utcára tenni az álmodozó lányt.
- Japán hang: Emi Sinohara
- Angol hang: Heather Doerksen
- Magyar hang: Sági Tímea.

### Takeda
- Japán hang: Jaszuhiro Takato
- Magyar hang: Renácz Zoltán.

### Komacu Acuko (Hacsiko édesanyja)
- Japán hang: Akiko Hiramacu
- Magyar hang: Csonka Anikó.

### Komacu Nami
Hacsiko húga, egy egy japán divatirányzatot követ, ezért néger nőknek kifejlesztett sminket használ, és szőkére festi a haját, és mindig irigykedik, hogy nővérének már van fiúja. Állandóan faggatja őt, mindig a fülén lóg a telefon, és nem nagyon akarja átadni azt édesanyjának.
- Japán hang: Akemi Okamura
- Angol hang: Maryke Hendrikse
- Magyar hang: 1. Szabó Zselyke, 2. Csuha Borbála.

### Komacu Nao
Hacsiko nővére. Ő inkább a sorozat vége felé bukkan fel.
- Japán hang:
- Angol hang: Heather Doerksen
- Magyar hang: Szabó Zselyke.

### Kavano
- Japán hang:
- Magyar hang: Juhász Zoltán.

### Kinosita
Ő a Trapnest asszisztense.
- Japán hang:
- Angol hang: Vincent Tong
- Magyar hang: Előd Botond.